# Ilaria Stagni
Ilaria Stagni, all'anagrafe Ilaria Cazzulli (Milano, 10 novembre 1967), è una doppiatrice, direttrice del doppiaggio, dialoghista e attrice italiana.
È nota per aver doppiato, oltre a varie attrici di Hollywood, il personaggio di Bart Simpson nella serie animata I Simpson e l'attore Macaulay Culkin in Mamma, ho perso l'aereo e Mamma, ho riperso l'aereo: mi sono smarrito a New York.

## Biografia
Ilaria Stagni è nata a Milano il 10 novembre 1967. Figlia degli attori e doppiatori Vittorio Stagni e Lorenza Biella, è madre di Jacopo Castagna, avuto dal direttore del doppiaggio Anton Giulio Castagna. Dal secondo marito, il regista Pietro Sussi, ha avuto il figlio Alessandro. Ilaria Stagni ha doppiato spesso bambini maschi, tra i quali Bart Simpson dalla prima alla ventiduesima stagione della serie animata I Simpson, Macaulay Culkin in Mamma, ho perso l'aereo, Barret Oliver ne La storia infinita e David Gallagher in Settimo cielo.
Ha anche recitato in teatro, cinema, televisione e radio e ha doppiato in diverse occasioni Jennifer Lopez, Eva Longoria, Salma Hayek, Mira Sorvino, Winona Ryder, Charlize Theron e Samantha Morton. Tra le altre attrici doppiate Scarlett Johansson in alcune interpretazioni, Jessica Biel in The Illusionist - L'illusionista e Settimo cielo, Nicole Eggert in Baby Sitter, Kim Fields ne L'albero delle mele, Claire Danes in Stardust, Christina Ricci ne Il mistero di Sleepy Hollow, Natalie Portman in Closer e Jennifer Connelly in Phenomena e Labyrinth. Ha ridoppiato Shirley Temple in alcuni film, fra cui Riccioli d'oro, Zoccoletti olandesi e La piccola principessa. 
Nel campo dell'animazione Ilaria Stagni ha dato la voce alla protagonista di Pocahontas (1995), a Terk in Tarzan (1999) e nel 2000 a Baba in Galline in fuga e Chel ne La strada per El Dorado. È inoltre la voce di Jessie nei film Toy Story 2 - Woody e Buzz alla riscossa, Toy Story 3 - La grande fuga e Toy Story 4. Ha anche doppiato personaggi di sere anime giapponesi quali Shampoo in Ranma ½ e Shippo in Inuyasha. Tra i doppiaggi più significativi effettuati nei telefilm, quelli di Mayim Bialik in Blossom - Le avventure di una teenager, di Hannah Murray nel telefilm Skins e Kimberly Williams-Paisley nella mini-serie tv Il magico regno delle favole.
Ha lavorato in esclusiva con la CVD dal 1997. Successivamente è divenuta una doppiatrice libera. Nel 2006 ha vinto il Leggio d'oro per la miglior interpretazione femminile dell'anno per il doppiaggio di Jennifer Lopez in Il vento del perdono. Dal 2009 interpreta nella trasmissione radiofonica Il ruggito del coniglio il personaggio di Nadia Cartocci, una ragazza dipendente da Facebook.
Nel 2023 è protagonista, insieme a Francesco Pannofino e al cane Pepito (doppiato da Paolo Vivio) del programma Rai La zampata, scritto da Diego Cugia.

## Doppiaggio

### Film
- Jennifer Lopez in Prima o poi mi sposo, Shall We Dance?, Quel mostro di suocera, Il vento del perdono, Ricomincio da me, Le ragazze di Wall Street - Business Is Business, Marry Me - Sposami,  Un matrimonio esplosivo, Jennifer Lopez: Halftime, The Mother, Atlas, Inarrestabile
- Eva Longoria in The Sentinel - Il traditore al tuo fianco, Lo spaccacuori, La sposa fantasma, The Baytown Outlaws - I fuorilegge, In a World... - Ascolta la mia voce, Dog Days, Dora e la città perduta, Il blindato dell'amore
- Winona Ryder in Taxisti di notte, Celebrity, Autumn in New York, S1m0ne, The Darwin Awards - Suicidi accidentali per menti poco evolute, Tutti i numeri del sesso
- Salma Hayek in C'era una volta in Messico, Frida, Missione 3D - Game Over, Le belve, Muppets 2 - Ricercati, Eternals
- Scarlett Johansson in Match Point, Scoop, Black Dahlia, Vicky Cristina Barcelona, Under the Skin, Chef - La ricetta perfetta, Lucy, Ave, Cesare!
- Shirley Temple in La piccola ribelle, Riccioli d'oro, Capitan Gennaio, Una povera bimba milionaria, Zoccoletti olandesi, La piccola principessa (ridoppiaggi)
- Mira Sorvino in La dea dell'amore, Reservation Road, A prima vista, Romy & Michelle, Un soffio per la felicità
- Zoe Saldana in Star Trek, Into Darkness - Star Trek, Il fuoco della vendetta - Out of the Furnace, Star Trek Beyond
- Jessica Chastain in The Help, La signora dello zoo di Varsavia, Gli occhi di Tammy Faye, The Good Nurse
- Drew Barrymore in Confessioni di una mente pericolosa, Le regole del gioco, Stanno tutti bene - Everybody's Fine
- Natalie Portman in Closer, L'ultimo inquisitore, Mr. Magorium e la bottega delle meraviglie
- Peter Ostrum in Willy Wonka e la fabbrica di cioccolato (ridoppiaggio)
- Lauren Graham in Babbo bastardo, Missione tata, Un'impresa da Dio, Natale con i tuoi
- Evan Rachel Wood in Alla scoperta di Charlie, Basta che funzioni, Le idi di marzo
- Carla Gugino in Spy Kids, Spy Kids 2 - L'isola dei sogni perduti, Watchmen
- Miranda Otto in Il Signore degli Anelli - Le due torri, Il Signore degli Anelli - Il ritorno del re, La guerra dei mondi
- Rose Byrne in City of Ghosts, Troy, Le amiche della sposa
- Charlize Theron in Il grande Joe, La maledizione dello scorpione di giada
- Jessica Biel in Un matrimonio all'inglese, The Illusionist - L'illusionista
- Eva Green in Le crociate - Kingdom of Heaven, La bussola d'oro
- Patricia Arquette in Nightwatch, Holes - Buchi nel deserto
- Jennifer Connelly in Phenomena, Labyrinth - Dove tutto è possibile
- Juliette Lewis in Oscure presenze a Cold Creek, Calde notti d'estate
- Shirley Henderson in Harry Potter e la camera dei segreti, Harry Potter e il calice di fuoco
- Macaulay Culkin in Mamma, ho perso l'aereo, Mamma, ho riperso l'aereo: mi sono smarrito a New York
- Brigitta Boccoli in La ragazza dei lillà, Com'è dura l'avventura
- Fay Masterson e Stewart Thorndike in Eyes Wide Shut
- Daniela Introini in Grand Hotel Excelsior
- Aileen Quinn in Annie
- Jenna Elfman in Tentazioni d'amore
- Barret Oliver ne La storia infinita
- David Mendenhall in Over the Top
- Ilaria Cecchi in Caramelle da uno sconosciuto
- Johnny Whitaker in Due ragazzi e un leone[4]
- Nathalie Caldonazzo in Fratelli d'Italia
- Tami Erin ne Le nuove avventure di Pippi Calzelunghe
- Christina Applegate in ...non dite a mamma che la babysitter è morta!
- Mary Stuart Masterson in Pomodori verdi fritti alla fermata del treno
- Milla Jovovich in Charlot
- Uma Thurman in Cowgirl - Il nuovo sesso
- Finn Carter in L'agguato - Ghosts from the Past
- Kate Winslet in Hamlet
- Laurel Holloman in Due ragazze innamorate
- Angelina Jolie in Scherzi del cuore
- Cameron Diaz in Essere John Malkovich
- Lari White in Cast Away
- Jennifer Esposito in Don't Say a Word
- Susan Floyd in Unico testimone
- Celia Henebury in Calendar Girls
- Kelly Macdonald in Neverland - Un sogno per la vita
- Sophie Winkleman ne Le cronache di Narnia - Il leone, la strega e l'armadio
- Youki Kudoh in Memorie di una geisha
- Bree Turner in Baciati dalla sfortuna
- Claire Danes in Stardust
- Evangeline Lilly in The Hurt Locker
- Laura Brent ne Le cronache di Narnia - Il viaggio del veliero
- Lucy Punch in Incontrerai l'uomo dei tuoi sogni
- Marisa Tomei in Professore per amore
- Amy Ryan in Il ponte delle spie
- Margot Robbie ne La grande scommessa
- Juno Temple ne La ruota delle meraviglie - Wonder Wheel
- Amandla Stenberg in Bodies Bodies Bodies
- Jameela Jamil ne La probabilità statistica dell'amore a prima vista
- Daisy Beaumont in Miracolo a mezzanotte

### Film d'animazione
- Pocahontas (dialoghi) in Pocahontas, Pocahontas II - Viaggio nel nuovo mondo, Ralph spacca Internet
- Pinocchio in Le straordinarie avventure di Pinocchio
- Terk in Tarzan, Tarzan 2, Tarzan & Jane
- Jessie in Toy Story 2 - Woody e Buzz alla riscossa, Toy Story 3 - La grande fuga, Toy Story 4
- Misty e Bubbles ne L'era glaciale - In rotta di collisione
- Bridget in Fievel sbarca in America
- Sally Brown in Corri più che puoi Charlie Brown
- Linus van Pelt in Buon viaggio, Charlie Brown (ridoppiaggio)
- Jerry in Tom & Jerry - Il film
- Nerdluck Bupkus in Space Jam
- Rita ne La grande avventura di Jungle Jack
- Azteca in Z la formica
- Penny Proud ne La famiglia Proud - Il film
- Chel in La strada per El Dorado
- Baba in Galline in fuga
- Kero-chan in Card Captor Sakura - The Movie
- Jiji in Kiki - Consegne a domicilio (entrambi i doppiaggi)
- Orsetto in Shrek
- Signora Krailoni ne Il pianeta del tesoro
- Scorfanette in Totò Sapore e la magica storia della pizza
- Fata dei Jinn in Azur e Asmar
- Bart Simpson ne I Simpson - Il film
- Madre di Milo in Milo su Marte
- Gazelle in Zootropolis
- Jack-Jack Parr ne Gli Incredibili 2
- Michael in Lupin III - Bye Bye Liberty: Scoppia la crisi!
- Zara ne Il piccolo yeti
- Daniela Paguro in Luca
- Linda Le Bon in Sing 2 - Sempre più forte
- Éowyn ne Il Signore degli Anelli - La guerra dei Rohirrim
- ambasciatrice Turais in Elio

### Serie televisive, soap opera e telenovelas
- Eva Longoria in Desperate Housewives, Brooklyn Nine-Nine, Devious Maids - Panni sporchi a Beverly Hills, Grand Hotel, Only Murders in the Building
- Mira Sorvino in Stalker, Modern Family
- Adrienne Frantz, Jacqueline MacInnes Wood, Maitland Ward e molte altre voci in Beautiful
- Jessica Biel e David Gallagher, Nikolas e Lorenzo Brino, Mike Weinberg in Settimo cielo (st. 1-4)
- Lee Norris e Rachel Duncan in Un raggio di luna per Dorothy Jane
- Clea Lewis e Holly Fulger in Ellen
- Nicole Eggert e Jennifer Runyon in Baby Sitter
- Betsy Sodaro in Disjointed
- Chyler Leigh in Taxi Brooklyn
- Morena Baccarin in V
- Rachael Leigh Cook in Perception
- Brianna Brown in Devious Maids - Panni sporchi a Beverly Hills
- Miranda Otto in The Starter Wife
- Jodie Whittaker in Broadchurch
- Hannah Murray in Skins
- Giada Carlucci in Incantesimo
- Jennifer Jason Leigh in Weeds
- Kerry Godliman in After Life
- Gaia Bulferi Bulferetti in Fantaghirò 4
- Nicole Eggert in Baby Sitter
- Isabela Garcia in Agua Viva
- Ana Carolina Valsagna in Soy Luna

### Cartoni animati
- Bart Simpson (1-22) ne I Simpson, I Griffin (ep. 6x2) e The Cleveland Show (2x2)
- Penny Proud ne La famiglia Proud, La famiglia Proud: più forte e orgogliosa
- Chiriko e Soi in Fushigi yûgi: il gioco misterioso
- Mihail e Julia in Lupin, l'incorreggibile Lupin
- Max e Ruby in Max e Ruby
- Maya ne L'Ape Magà (1ª ed.)
- Picot in Astro Robot contatto Ypsilon
- Becky in Tom Story
- Bobby in Dungeons & Dragons
- Billy in Palla al centro per Rudy
- Junior in Che papà Braccio di Ferro
- Vera Peste in Animaniacs
- Tonnaso Parapiglia in Darkwing Duck
- Sheherazade ne La principessa Sheherazade
- Aiko in City Hunter 3
- Nick McClary ne Un vagone di desideri e un'ondata di guai per Nick
- Enzo Matrix in ReBoot
- Voce narrante in Pina
- Christian in Cédric
- Aila in Violence Jack
- Terk ne La leggenda di Tarzan
- Alvin in Alvin Show
- Julian Clifton ne Il postino Pat
- Dexter ne Il laboratorio di Dexter (primo doppiaggio)
- Brutto Anatroccolo ne Il brutto anatroccolo
- Cry in Angel Sanctuary
- Skuld in Oh, mia dea!
- Shampoo in Ranma ½
- Shippo in Inuyasha
- Mignolo di Piedone il Grande in Leone il cane fifone
- Kiki ne La meravigliosa Bakery di Alice
- Jean Dewberry in Dream Productions

### Videogiochi
- Bart Simpson in I Simpson - Il videogioco (2007)
- Jessie in Disney Infinity (2013)[5]

### Programmi televisivi
- Voce della radio in Stasera pago io... Revolution

## Programmi televisivi
- Bim Bum Bam (Italia 1, 1982)
- Domenica In (Rai 1, 1988)
- Settimo squillo (TMC, 1991)
- Fermata d'autobus (Rai 3, 1999)
- La zampata (Rai 2, 2023)[3]

## Radio
- Permette, cavallo? (varietà, Rai Radio 1, 1983)
- Alice nel paese delle meraviglie (varietà, Rai Radio 2)
- Trudy ne Il mercante di fiori (sceneggiato, Rai Radio 2 1996-1997)
- 666 in Domino (sceneggiato, Rai Radio 2, 1998)
- Alcatraz (Rai Radio 2, 1999) di Diego Cugia

## Teatro
- Riccardo III di William Shakespeare, regia di Jane Howell (1987)
- Foto di classe, commedia musicale, testo e regia di Mino Caprio, Compagnia del Teatro in Trastevere di Roma (1988)
- Disturbi di crescita, testo e regia di Filippo Ottoni, Compagnia del Teatro delle Arti di Roma (1990)[6]
- La vita è quasi un sogno, testo e regia di Riccardo Cavallo, Compagnia delle Indie, Teatro Abaco di Roma (1991)
- I tre bravi di Dario Fo, regia di Mario Scaletta, Compagnia delle Indie, Teatro Abaco di Roma (1991-1992)
- Keely e Du di Jane Martin, regia di Alessandro Perfetti, Teatro Colosseo (1996-1997)
- Mrs Virginia Woolf e Mrs Dalloway, da Virginia Woolf, regia di Riccardo Cavallo (2015)[7]

## Filmografia
- In barca a vela contromano, regia di Stefano Reali (1997)
- Una donna per amico – serie TV, episodio Nel nome del padre, regia di Rossella Izzo (1998)
- The House of Chicken, regia di Pietro Sussi (2001)
- Stiamo bene insieme – serie TV, 8 episodi, regia di Vittorio Sindoni (2002)
- Lo zio d'America – serie TV, regia di Rossella Izzo (2002)
- Attenti a quei tre – miniserie TV, regia di Rossella Izzo (2004)
- Il naso – cortometraggio, regia di Pietro Sussi (2006)

## Riconoscimenti
- Leggio d'oro
  - 2006 – Per il doppiaggio di Jennifer Lopez